# Pandemia de gripe A (H1N1) de 2009 en el estado Aragua
El virus de la influenza A (H1N1) (también llamado inicialmente virus de la gripe porcina o virus de la nueva gripe) arribó al estado Aragua el 11 de junio de 2009, por medio del contacto aerocomercial con áreas endémicas, principalmente Panamá. Debido al reducido turismo y comercio internacional del estado, el riesgo al comienzo de la pandemia era considerado bajo. Para fines de julio de 2009, Aragua era el tercer estado venezolano con más casos confirmados de la nueva gripe.
La gripe o influenza es esencialmente una enfermedad estacional que adquiere su mayor prevalencia en invierno. La dirección de Vigilancia Epidemiológica del Ministerio del Poder Popular para la Salud de Venezuela, envió a la Corporación de Salud del Estado Aragua instrucciones precisas ante la amenaza de introducción en el territorio nacional del virus de la influenza A (H1N1) el 25 de abril de 2009, puesto que se planteaba que la «gripe porcina» era una enfermedad de transmisión de humano a humano de amplias posibilidades de diseminación en todo el mundo. Para la fecha del comunicado nacional, en México había 26 casos y 7 defunciones por el virus H1N1 confirmados por laboratorio, en los Estados Unidos, había 40 casos confirmados por laboratorio (7 en California, 2 en Kansas, 28 en Nueva York, 1 en Ohio y 2 en Texas), en el Canadá, se reportaron 6 casos confirmados (4 en Nueva Escocia y 2 en la Columbia Británica) y en la Unión Europea 3 casos confirmados (2 en Escocia y 1 en España). El Gobierno de Venezuela decretó alerta epidemiológica, pese a que en el país no se habían registrado para esa fecha ningún caso de gripe porcina. En el Estado Aragua, se evaluaron 3 casos sospechosos que resultaron negativos.
Para el 23 de septiembre, se han producido al menos 10 fallecimientos en Aragua de neumonía fatal asociado a la Influenza A.

## Antecedentes
El virus de la influenza A es la principal causa de gripe en los seres humanos y causa aproximadamente medio millón de muertes cada año. En el siglo XX se produjeron tres notables pandemias de gripe o influenza:
- 1918-1920: la gripe española, causada por el virus H1N1. Murieron 50 millones de personas.
- 1957-1958: la gripe asiática, causada por el virus H2N2. Murieron 2 millones de personas.
- 1968-1969: la gripe de Hong Kong, causada por el virus H3N2. Murieron 1 millón de personas.

El virus de la gripe ha causado también varias alertas de pandemia en el siglo XX, incluyendo la pseudo-pandemia de 1947, el brote de gripe porcina de 1976 y la gripe rusa de 1977, todas provocadas por el subtipo H1N1.
A raíz de la gripe aviaria (virus de la gripe A subtipo H5N1) que afectó a Hong Kong en 1997 donde 18 personas resultaron infectadas y 6 de ellas murieron, y del síndrome respiratorio agudo severo en China (2002), una neumonía atípica con alta tasa de mortalidad, que se extendió de inmediato a 29 países, la 56.ª Asamblea Mundial de Salud y el 44° Consejo Directivo de la Organización Panamericana de la Salud (OPS) urgieron a los países para que fortalecieran su capacidad para enfrentar una pandemia de influenza.
En 2005 la OMS estableció nuevas reglas para atender una pandemia, que incluyeron la obligación de los países de comunicar a la OMS, dentro de las 24 horas, sobre cualquier brote serio e inusual. También en 2005, la IV Cumbre de las Américas realizada en Mar del Plata, incluyó en la declaración final un compromiso sobre la necesidad de preparar "planes nacionales de prevención para combatir posibles pandemias tales como la gripe aviar".
Para 2007, en la ciudad de Maracay se habían registrado los datos de al menos tres subtipos de virus con hospedador humano, que tuvieron su manifestación local y que, según las reglas de taxonomía viral, recibieron los nombres de:
 › Influenza A Virus (A/Maracay/FLU5243/2007(H1))
 › Influenza A Virus (A/Maracay/FLU7817/2007(H3))
 › Influenza A Virus (A/Maracay/FLU7827/2007(H3))

## El virus

Mapa de la pandemia de gripe A (H1N1) de 2009 en Venezuela. En negro los estados que han registrado muertes y en rojo los que tienen casos confirmados.

La pandemia de gripe de 2009 fue producida por un nuevo virus de la gripe o influenza nunca antes detectado, una cepa correspondiente al influenzavirus A subtipo H1N1. No se conoce con exactitud donde apareció el nuevo virus. La falta de similitud entre el virus 2009 A (H1N1) y sus parientes más cercanos indica que sus segmentos genéticos han estado circulando sin ser detectados por un período de tiempo prolongado. Algunos estudios científicos sostienen que el virus debe haber aparecido cerca de septiembre de 2008 y circulado varios meses entre seres humanos antes de que el mismo fuera individualizado como tal, el 15 de abril, en dos casos que se presentaron en marzo en los Estados Unidos en el límite con México.
En cuanto al lugar, inicialmente se difundió la creencia de que el nuevo virus había aparecido en México a fines de marzo o principios de abril del año 2009, vinculado a los establecimientos porcinos que se encuentran en ese país, pero los especialistas han sostenido que "es más probable que haya aparecido en cerdos de Asia y luego viajado a Norteamérica en un humano". La baja diversidad genética del nuevo virus sugiere que la introducción en los seres humanos fue un acontecimiento único.
El 21 de abril la agencia Centros para el Control y Prevención de Enfermedades (CDC) de los Estados Unidos informó que seis días antes, el 15 de abril y luego el 17 de abril, había confirmado que dos niños de los condados de San Diego e Imperial, estado de California, sin contacto entre ellos ni con cerdos, se habían enfermado en marzo con un nuevo virus de gripe porcina A (H1N1). Ambos condados tienen en común encontrarse en la frontera con México. El 24 de abril se volvió a encontrar el virus en la Ciudad de México, en el contexto de una epidemia que produjo 119 muertos, y que habría comenzado al menos tres meses antes, posiblemente en Veracruz. Las autoridades estadounidenses y mexicanas, así como la OMS y la OPS, recibieron severas críticas por la demora en identificar el virus e informar sobre la epidemia, ante la evidencia de que no se había cumplido la regla dispuesta por la OMS en 2005 de poner en marcha el sistema de prevención internacional dentro de las 24 horas de detectado un brote.
El 27 de abril la OMS elevó a 4 el nivel de alerta de pandemia gripal, ante la evidencia de que el virus ya se había propagado a Canadá, Europa y Oceanía y tres días después volvió a subirla al nivel 5, anunciando así que la pandemia era inminente. El hecho generó alarma internacional. Finalmente, la OMS la catalogaría como pandemia (fase 6), a partir del 11 de junio.
Al 6 de julio en el mundo se habían confirmado 94.512 casos mediante análisis de laboratorio, con 429 muertos (0,45%). Sin embargo el número de casos confirmados con análisis de laboratorio parece encontrarse muy por debajo de la cantidad de personas que contrajeron la enfermedad. El 25 de junio Estados Unidos informó oficialmente que estimaba en 1.000.000 la cantidad de personas enfermas de gripe A. Una tendencia similar a no reportar la totalidad de los casos estimados, se ha señalado en otros países como el Reino Unido y Japón.

### Características del virus

Estructura del virus H1N1 de 2009 y los 8 genes que lo componen. Fuente: Le Monde, 30-04-09.
1. HA: hemaglutinina tipo 1 (H1), porcino. Presente en la gripe española de 1918.
2. NA: neuraminidasa tipo 1 (N1), porcino, Eurasia. Ayudó a originar la infección.
3. PA: aviario, Norteamérica.
4. PB1: humano. Probablemente de la gripe de 1993.
5. PB2: aviario, Norteamérica.
6. NP: porcino, Norteamérica.
7. M: porcino, Eurasia
8. NS: porcino, Norteamérica

El 6 de mayo un equipo de científicos pertenecientes a la Agencia de Salud Pública de Canadá completó la secuencia genética del virus.
Erróneamente, al comienzo se la denominó como gripe porcina, pero en realidad el virus H1N1 que inició la pandemia de 2009 es una mutación que combina diversos genes correspondientes a distintos virus de gripe porcina, gripe aviaria y gripe humana, provenientes de Eurasia y Norteamérica. Los cerdos tienen la particularidad de ser susceptibles a los virus de la gripe que también son capaces de infectar a seres humanos y aves. Por esta razón en los cerdos pueden combinarse genéticamente (reassortment) vírus de diversas especies.
Esta característica facilita la transmisión del virus, siendo aún mayor que la de la gripe estacional con tasas de morbilidad (contagio) altas, que pueden llegar al 100 por ciento, debido a que el sistema inmunitario de las personas aún no afectadas desconoce al nuevo virus, no disponiendo de defensas.
Al igual que otras enfermedades respiratorias comunes, los lugares de reunión cerrados constituyen los mejores escenarios para los contagios. Por esta razón el transporte aéreo constituye un medio favorable para la expansión geográfica del virus, así como las escuelas constituyen un medio favorable para su difusión comunitaria.
Si bien los primeros datos parecían dar a entender que el virus tenía una alta tasa de mortalidad, con posterioridad y a medida que el contagio mundial avanzaba, la tasa de mortalidad no resultó ser más alta que la de la gripe común. Se ha destacado además que el virus parece tener la peculiaridad de atacar a jóvenes adultos sanos. Una tendencia similar sería detectada en el estado Aragua.
Finalmente, el virus H1N1 es muy inestable y tiene una alta capacidad potencial para mutar en cualquier momento. Los especialistas han destacado esta posibilidad como un riesgo, especialmente si el mismo se combina con un virus de gripe aviar (H5N1). El 16 de junio, Investigadores del Instituto Adolfo Lutz de São Paulo dijeron que habían identificado un "número discreto de alteraciones" en el virus de la gripe A (H1N1), tras aislar una muestra obtenida en la ciudad y compararla con la primera cepa identificada en Estados Unidos. El análisis de la variedad, denominada "influenza A/Sao Paulo/H1N1", no presentó una capacidad de infección mayor que el tipo identificado en California, informaron los investigadores.
El 12 de junio de 2009 la empresa Novartis, subsidiada por Estados Unidos, anunció haber producido el primer lote de vacunas contra el virus, pero la misma recién se encontraría disponible en la primavera austral.

## Estado de alerta y primeras medidas de prevención

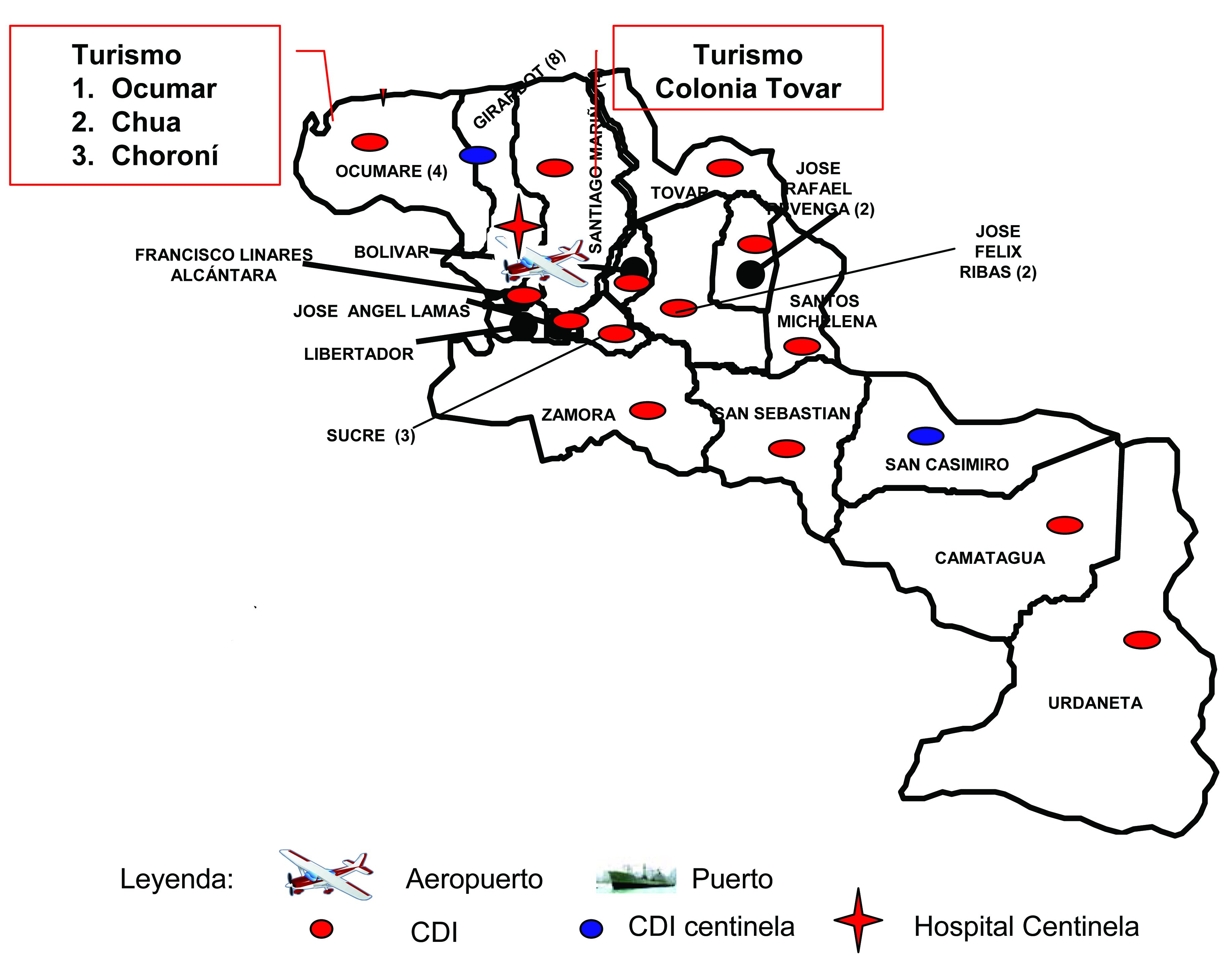
Distribución de los Centros Médicos de Diagnóstico Integral adscritos a la Misión Barrio Adentro, parte de la capacidad de atención del estado Aragua durante la pandemia de Influenza H1N1.

El estado Aragua está localizado en el centro norte de Venezuela, tiene una extensión territorial de 7.014 km² en donde residen 1.662.702 habitantes en 18 municipios. La capacidad resolutiva del estado Aragua se fundamentaba en 43 Áreas de Salud Integral Comunitaria los cuales constan de 383 consultorios populares, 33 Centros Médicos de Diagnóstico Integral (CDI) adscritos a la Misión Barrio Adentro y siete hospitales públicos. El Hospital Central de Maracay, hospital centinela del estado, tenía capacidad para 620 camas—433 de las cuales estaban en funcionamiento para mayo de 2009— con 20 camas en unidades de cuidados intensivos pediátricos y adultos. Los CDI del estado suman 154 camas y 119 para UCI.[cita requerida] En equipos se sumaban 32 monitores invasivos, 32 monitores no invasivos, 32 desfibriladores, 64 bombas de infusión, 64 jeringas perfusoras, 32 camillas de ruedas así como los medicamentos necesarios para abastecer la llegada de pacientes con el virus H1N1.
El 25 de abril, un día después de que se anunciara el brote en México y un día antes de que la OMS elevara la alerta mundial al nivel 4, la por entonces Directora de Vigilancia Epidemiológica del Ministro del Poder Popular para la Salud Fátima Garrido Urdaneta, envió un boletín a nivel nacional solicitando que de inmediato se implementaran las medidas recomendadas en cuanto al fortalecimiento de la vigilancia, prevención y manejo de la nueva gripe, dirigidas a lograr una detección temprana de casos de infección respiratoria aguda que evolucionaren en forma inusitada o imprevista.
Como respuesta, el presidente de la Corporación de Salud del Estado Aragua (Corposalud) conformó el Comité Regional de Prevención y Vigilancia Epidemiológica para la Influenza Porcina, instancia encargada de gestionar todo lo relativo al manejo preventivo y de respuesta en caso de que el virus ingresara al Estado.
Las recomendaciones desde Caracas en el boletín del Ministerio de Salud y adoptadas por el Estado Aragua incluyeron:
1. Fortalecer la vigilancia epidemiológica de los casos y muertes asociadas a la infección respiratoria aguda grave en todo el territorio nacional a nivel público y privado.
2. Notificación inmediata de casos sospechosos a La Unidad de Vigilancia Epidemiológica de Enfermedades Respiratorias Distrital, Regional y Nacional.
3. Investigación conjunta con atención médica de todos los casos y muertes sospechosas de infección respiratoria aguda grave, haciendo énfasis en la determinación del nexo epidemiológico, asociado a la procedencia de personas de países afectados especialmente de los Estados Unidos (específicamente de los estados de California y Texas) y México. Envío urgente de la muestra con su correspondiente ficha, al laboratorio de aislamiento viral del Instituto Nacional de Higiene “Rafael Rangel”.
4. El epidemiólogo en coordinación con el médico asistencial hospitalario valora los casos sospechosos que acudan a los establecimientos de salud según criterios establecidos para Caso Sospechoso de IRA grave y Muerte Sospechosa de IRA grave.

El 27 de abril, el ministro del Poder Popular para la Salud, Jesús Mantilla declaró el estado de Alerta Epidemiológica en todo el territorio nacional, ajustándose al contexto epidemiológico internacional actual, definido como toda sospecha de una situación de riesgo potencial para la salud de la población y/o de trascendencia social, frente a la cual fuese necesario el desarrollo de acciones de Salud Pública urgentes y eficaces.

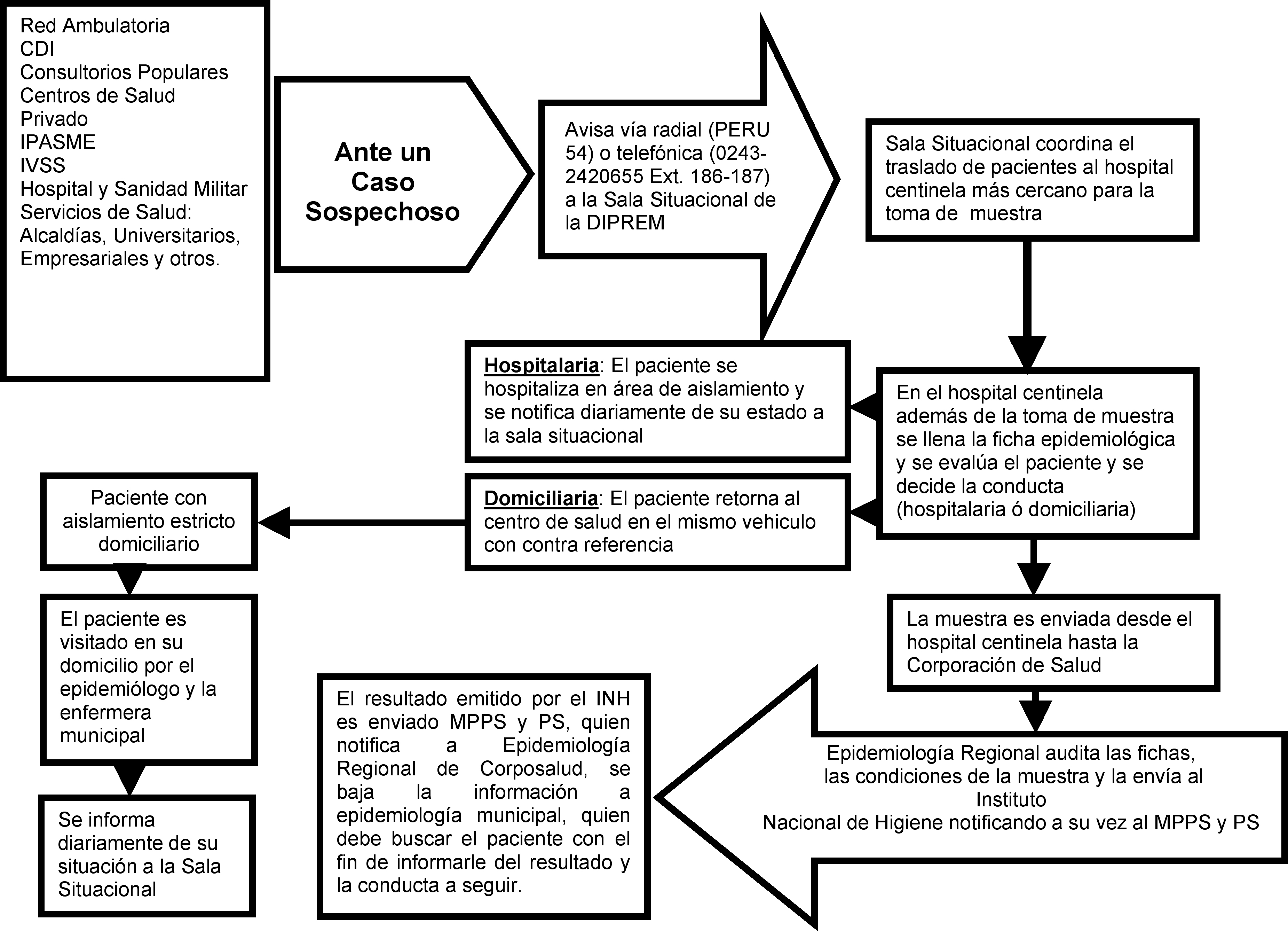
Diagrama de flujo para acciones a tomar ante un caso sospechoso de Influenza A H1N1.

El 28 de abril, se realizó una reunión con los directores municipales de salud del Estado Aragua y los epidemiólogos municipales, en la cual se analizó y construyó el protocolo que regiría la metodología a seguir frente los posibles casos probables, sospechosos o confirmados.
- «Caso Sospechoso»

1. Toda persona con algún síntoma respiratorio, con o sin fiebre y que tenga menos de diez días de haber llegado del extranjero y consulte a cualquier centro de salud asistencial.
2. Toda persona con cuadro clínico similar y que sea contacto directo del anterior.
3. Brote de infección respiratoria aguda procedente de sitios de concentración de personas: escuelas, cárceles, internados cuarteles, etc.

- «Caso Probable»

- Una persona que entre en contacto directo con un caso confirmado.
- Todo paciente con neumonía, que haya tenido nexo epidemiológico.
- Paciente con Neumonía, a partir de que exista un Caso Autóctono de Influenza H1N1 confirmado en el estado.

- «Caso Confirmado»

- Cualquiera de los anteriores pero confirmado por laboratorio.
- Contacto directo de caso confirmado por nexo epidemiológico
- Paciente fallecido que haya tenido criterio como caso sospechoso o probable, no estudiado por laboratorio por falla del sistema de Vigilancia Epidemiológica.

El método de diagnóstico es a través de la toma de muestras de secreciones nasales, faríngeas tomadas en medio de transporte adecuadas, refrigeradas correctamente y llenado correcto de las fichas del laboratorio correspondiente y envió en menos de 6 horas, para ser enviado el mismo día al Instituto Nacional de Higiene (INH).
Para el último día de abril, el Estado Aragua reportó 4 casos clínicos, definidos como todo paciente que curse con enfermedad caracterizada por inicio súbito de fiebre (temperatura igual o mayor a 38,5) dolor de cabeza, dolor muscular, malestar general y síntomas respiratorios (tos y/o dolor de garganta, rinorrea), en ausencia de otros diagnósticos. Se reportaron además 6 casos sospechosos, es decir, ÿ 6 pacientes considerados casos clínicos con contacto cercano con un caso confirmado de Influenza A H1N1, ó
que fuese procedente de un país con casos confirmados de influenza H1N1. Para esa fecha no había casos probables ni casos confirmados.
Los hospitales centinelas delegados por Corposalud fueron el Hospital Central de Maracay para el Distrito Metropolitano de Maracay, el Hospital José Vargas “Cagua” y en el Hospital José Rangel en Villa de Cura para el Distrito Centro, el Hospital José María Benítez en La Victoria para el Distrito Este del Estado Aragua y los hospitales Nuestra Señora de La Caridad en San Sebastián de los Reyes y Hospital del Sur en Camatagua cubriendo el Distrito Sur.

## Formación y educación regional

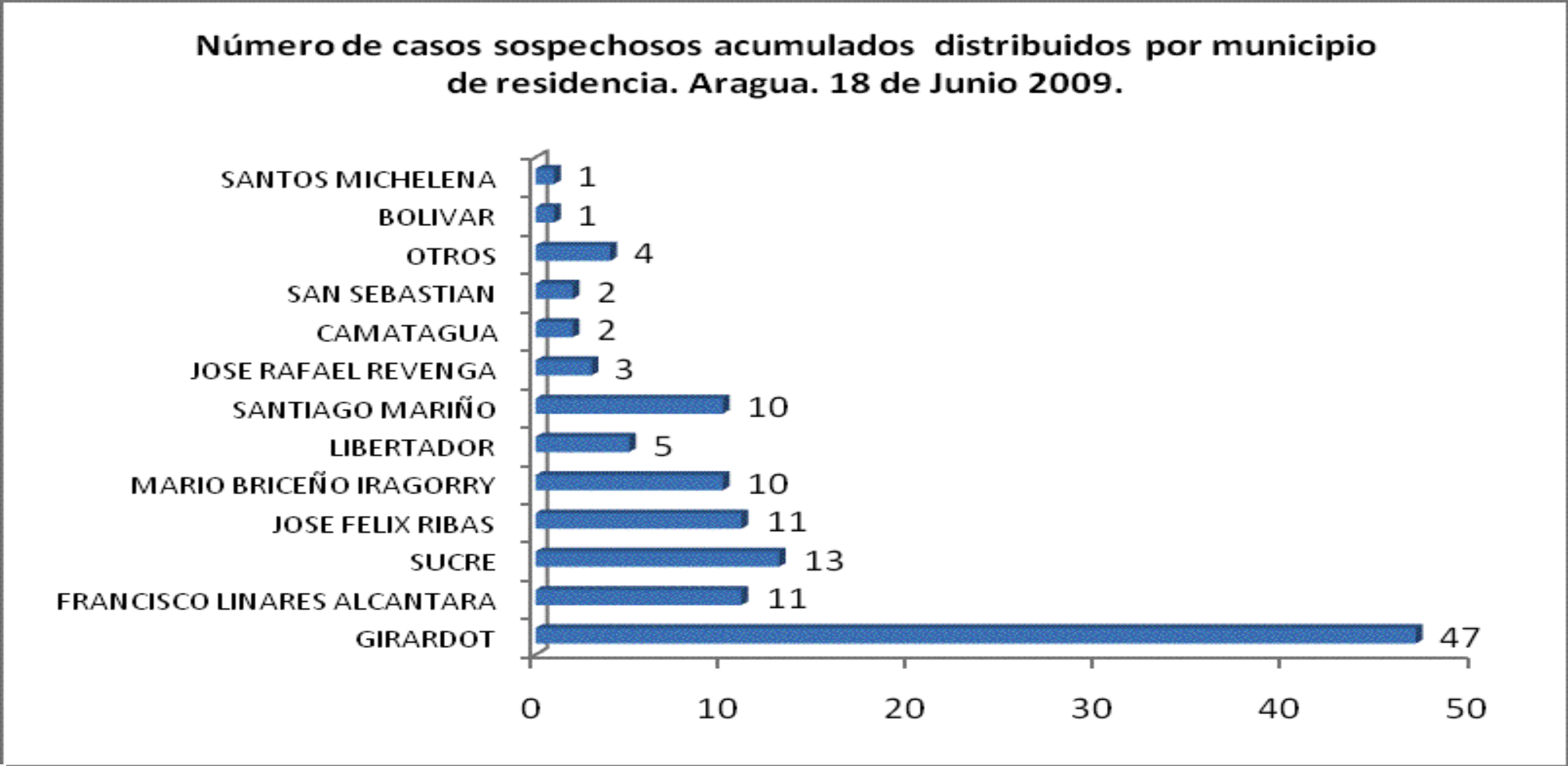
Número de casos sospechosos distribuidos por municipio de residencia de los pacientes en Aragua, hasta el 18 de junio de 2009.

El 30 de abril, se realizaron talleres de formación para la toma de muestra de isopado nasal dirigido a enfermeras de centros de salud privados y de Corposalud Aragua, organizado por la Coordinación Regional de Enfermería a Cargo de la Lcda. Leidy Ojeda, con el equipo de Biomed. El mismo se repitió el día 4 y 5 de mayo, con un segundo taller de toma de muestra esta vez contando con la participación de enfermeras del IVSS, Hospital Militar, Epidemiología de la Misión Barrio Adentro, Hospital Los Samanes, Zona Educativa y Secretaría de Educación, IV División Blindada, INSAI Aragua, Estudiantes del MIG y la Dirección General de Salud Ambiental. Para el día 6 de mayo se realizó un taller de capacitación de la influenza humana en la Escuela Básica Militar de Maracay para todo el personal de salud de las unidades militares incluyendo personal del Hospital Militar. También se hizo una reunión de trabajo del Comité Regional de Preparación y Respuesta ante la Influenza Humana en las instalaciones del Ambulatorio del Norte con la finalidad de establecer el Plan Operativo de Respuesta de la Red Primaria y Hospitalaria del sector Salud.
El lunes 4 de mayo los integrantes del Comité Regional de Preparación y Respuesta visitaron a los diferentes distritos sanitarios del estado con el objeto de presentar información general sobre la Influenza Humana, lineamientos del Plan Regional de Preparación y Respuesta ante Influenza Humana, establecieron los Comités Municipales de Preparación y Respuesta ante Influenza Humana y entregaron trípticos con información de la Influenza.
Los primeros seis casos sospechosos fueron descartados y para el 3 de mayo no se reportaron casos confirmados en el Estado Aragua. De acuerdo al último informe de la OPS de fecha 4 de mayo del 2009 se habían registrado 1,118 casos confirmados de influenza AH1N1, incluidas 27 defunciones, en 6 países de las Américas: México, Estados Unidos, Canadá, Costa Rica, Colombia y El Salvador.
Para el 8 de mayo, en Aragua se habían tomado 15 muestras provenientes de los municipios Girardot, Revenga, Linares Alcántara, José Félix Ribas, Mario Briceño Iragorry y Valle de la Pascua, los cuales reportaron negativos, incluyendo dos lactantes masculinos de 6 y 10 meses de edad que se tomó muestra pero no calificaban como casos sospechosos. Los individuos con nexos epidemiológicos habían ingresado al Estado Aragua después de viajar a México (4 casos), Bogotá (1 caso), Miami haciendo escala por 4 horas en México (1 caso), España (1 caso), Chile con escala de 3 horas en Panamá (1 caso) y Cuba (1 caso). Dos casos tenían contacto cercano con familiares que volvieron al estado desde México, 1 caso desde Cuba y un caso desde Estados Unidos.
Al 20 de mayo no se reportaba caso positivo en Aragua ni en el resto de Venezuela.

### Tratamiento y vacuna
En Aragua, como en el resto del mundo, el oseltamivir (Tamiflu®) es el fármaco empleado para minimizar los efectos del AH1N1. El medicamento se envía directamente desde el ministerio de salud hasta las direcciones regionales de Salud del Estado Aragua, razón por la cual no se expende en las farmacias del Estado. Una vez que Corposalud Aragua recibe el medicamento, se distribuye entre los centros hospitalarios donde se hayan reportado casos del virus.
No hay reportes oficiales sobre el uso de zanamivir inhalado en centros asistenciales públicos o privados. No se han reportado casos resistentes a tratamiento ni se conocen detalles sobre el tratamiento de las personas fallecidas. No se han empleado inhibidores como la amantadina y rimantadina por haber evidencias de resistencia por parte del virus influenza AH1N1.
El ministro de salud de Venezuela, Carlos Rotondaro informó que en enero llegará un lote de 5 millones de vacunas, para lo cual se invirtieron 25 millones de euros. Los pacientes con prioridad para ser vacunados serán los enfermos crónicos, con problemas en el sistema inmunológico, niños y embarazadas.

## Ingreso del virus al estado
El 28 de mayo del 2009 el ministro de Salud confirmó la aparición del primer caso de Influenza AH1N1 en Venezuela, un paciente masculino de 22 años de edad, domiciliado en el estado Miranda, quien viajó en buenas condiciones el día 20 de mayo a un evento en Panamá. A través de la Corporación de Salud del Estado Aragua se habían enviado para esa fecha la cantidad de 24 muestras al Instituto Nacional de Higiene. Se informó además que ya en el Estado Aragua se contaba con el tratamiento que debía administrarse al paciente de confirmarse algún caso positivo de Influenza AH1N1.
Para el 1 de junio el Ministerio del Poder Popular para la Salud y Protección Social confirmó la cantidad de 3 casos positivos de Influenza AH1N1 en Venezuela. Por su parte, los nuevos casos sospechosos de Aragua provenían de viajar a Panamá (5 casos), Estados Unidos (1 caso de Miami, 1 caso de Nueva York), Chile (1 caso), Perú (1 caso), Argentina (1 caso) y España (1 caso). Dos casos adicionales tuvieron contacto directo con personas que volvieron, uno de China y el otro de Panamá. Los resultados volvieron negativos detectándose en la mayoría de ellos rinovirus, parainfluenza, coronavirus e influenza estacional no H1N1.
Arribando el virus Influenza A H1N1 a Venezuela, se duplica la incidencia de casos sospechosos en el Estado Aragua en tan solo 2 días, enviándose para el 3 de junio, 42 muestras de casos sospechosos, 21 de ellas de pacientes femeninas y otros 21 de pacientes masculinos. Por primera vez desde el inicio de la pandemia de la nueva gripe, se incluye como nexo epidemiológico a pacientes que han viajado al interior del país, en especial el Estado Miranda y que no salieron del país.
El 10 de junio, los representantes de Corposalud Aragua y de la Facultad de Ciencias de la Salud del núcleo La Morita de la Universidad de Carabobo, sostuvieron una reunión donde se acordó el diseño de un conjunto de estrategias de prevención y control de la enfermedad. El Comité Universitario de Prevención y Vigilancia de la Influenza Humana A-H1N1 integrada por diferentes expertos, entre ellos epidemiólogos, infectólogos, pediatras, médicos internistas, entre otros, emitió esa semana el segundo boletín informativo con el propósito de encaminar a la población acerca de las medidas a tomar frente a la enfermedad.
Finalmente, el 11 de junio de 2009, el coordinador de epidemiología del Estado Aragua, Ángel Melchor reportó públicamente el primer caso positivo de Influenza A H1N1 en un ciudadano de 47 años quien habría viajado a Jamaica y antes de llegar a Venezuela hizo escala en Panamá, donde se presume resultó contagiado. El paciente confirmado inició su sintomatología el 6 de junio y fue referido desde un centro de salud local al Hospital Central de Maracay, donde el 7 de junio se le tomó la muestra, la cual fue enviada al Instituto Nacional de Higiene, organismo que dio el resultado positivo del análisis. El ciudadano reside con 22 familiares, tres de los cuales, quienes habían estado en contacto directo con el paciente incluyendo su esposa, resultarían positivos también.
El 15 de junio se confirmó el caso número 45 de Venezuela y el 5.º de Aragua, una dama de 42 años de edad con antecedentes de viaje hacia Chicago, arribando de nuevo al país el 7 de junio y quien presentaría sus primeros síntomas el día siguiente.
Para el 19 de junio, Corposalud había registrado 9 casos positivos por contacto de individuos provenientes de Panamá (3 casos), España (3 casos) y un casos cada uno proveniente de Panamá, España y Argentina. Para entonces los módulos de atención de la Misión Barrio Adentro no se habían incorporado aún en la toma de muestras a pacientes sospechosos de portar la influenza AH1N1.
El 22 de junio se sumarían cuatro casos adicionales, para un total de 12 casos de un total de 125 muestras enviadas para confirmación. El mismo 22 de junio se reportó el primer caso del vecino estado de Guárico, un joven de 23 años de edad residente de Aragua y que estudia en la Universidad Nacional Experimental Rómulo Gallegos con sede en San Juan de los Morros, Guárico. Dos contactos cercanos en su familia fueron tratados profilacticamente aunque permanecieron asintomáticos.
El 29 de junio había un total de 23 casos positivos provenientes de los municipios Girardot (7 casos positivos), José Félix Ribas (6 casos positivos), Francisco Linares y Sucre (3 casos positivos), Revenga (2 casos positivos) y Santiago Mariño (1 caso positivo). Ningún caso positivo hasta entonces tenía menos de 1 año de edad o más de 65 años.
Para el 10 de julio, los casos positivos en Aragua sumaban un total de 28, con 56 resultados aún pendientes desde el INH. La suma para el 22 de junio fue de 34 casos positivos.
El 14 de agosto el coordinador de Epidemiología de la Corporación de Salud del estado Aragua, Ángel Melchor, informó que en el estado Aragua, de 300 muestras de posibles casos de AH1N1 que se han enviado al Instituto Nacional de Higiene, 48 son positivas.
Para la primera semana de septiembre Aragua estaba entre los primeros 5 estados venezolanos con más casos confirmados y muertes por el virus AH1N1. Por su parte Venezuela ocupa el puesto 11 entre los 21 países americanos con casos confirmados y el puesto 8 entre las naciones en América con fallecidos asociados al virus.

### Fallecidos
Para la primera semana de septiembre, la Corporación de Salud del Estado Aragua confirmó oficialmente el fallecimiento de al menos tres personas por asociación con el virus de la influenza AH1N1. Carlos Mendoza, presidente de Corposalud, informó que los fallecimientos en Aragua respondían a una doctora de medicina de 55 años de edad, fallecida el 25 de agosto; una lactante de 6 meses fallecida el 28 de agosto y una paciente femenina, quien falleció el domingo 6 de septiembre en el Hospital Central de Maracay, luego de sufrir una complicación respiratoria grave. Otras nueve personas fallecidas en Aragua presuntamente pudieron estar contagiadas con el virus pero las autoridades aún no habían recibido los resultados de las muestras procesadas para confirmar la presencia del virus. Se sospecha que la fallecida nena de 6 meses de edad haya sido un caso autóctono, debido a que la doctora fallecida fue su médico tratante en la emergencia del Instituto Venezolano de los Seguros Sociales, habiendo sido ingresada a ese centro asistencial una semana antes por bronquitis.
Para el 23 de septiembre, el número de fallecidos confirmados de haber tenido el virus influenza AH1N1 había subido a 10, según confirmación de los oficiales de salud del Estado. Las autoridades de salud aragüeña indicaron que entre los fallecidos se encuentran tres mujeres embarazadas, uno de los grupos de más alto riesgo.

### Cumbre del ALBA
En el contexto de la VI cumbre de la Alianza Bolivariana para las Américas el 24 de junio de 2009 en la ciudad de Maracay, la Casa Militar Presidencial solicitó a la Corporación de Salud del Estado Aragua, el envío de un Equipo de Vigilancia Epidemiológica para la Influenza AH1N1. Este equipo estuvo coordinado por el Epidemiólogo Regional Angel Melchor y conformado por 2 Epidemiólogos y 4 Licenciados en Enfermería, los cuales hicieron acto de presencia y pernoctaron desde el martes 23 de junio hasta el jueves 25 de junio. Este equipo estuvo ubicado en el Aeropuerto de la Base Aérea Libertador de Maracay, donde se realizaron la encuestas epidemiológicas así como las respectivas entrevistas a los representantes de las delegaciones. Durante el arribo de los pasajeros procedentes de los países participantes e integrantes del ALBA, no se informaron ni se detectaron casos sospechosos de influenza o gripe.

### Nuevo ministro de Sanidad
El 30 de junio, a escasas semanas de la entrada de la pandemia a Venezuela, se dio a conocer la destitución del Ministro de Salud y Protección Social Jesús Mantilla y en su lugar asumió como Ministro el entonces presidente del IVSS Carlos Rotondaro, la segunda vez consecutiva que el ministro de Salud es militar no médico y saliendo de presidir el IVSS. En su primera conferencia hizo énfasis en la preparación a nivel nacional y en todos los niveles para el manejo del virus Influenza A H1N1. Se especula que la decisión por parte del presidente de remover al ministro Mantilla está asociado a desafíos que no involucran la administración en salud de la llegada de la pandemia de gripe en Venezuela. Mantilla fue nombrado ministro por el presidente de Venezuela en mayo de 2007.

### Casos autóctonos
Varios casos en Aragua, incluyendo miembros del personal de salud, son categorizados como casos autóctonos, es decir, casos que no salieron del país pero tuvieron un contacto directo con una persona que adquirió la enfermedad en el exterior, o de un caso que no salió del país y tuvieron contacto directo con otra persona con la enfermedad que nunca salió del país. En la terminología epidemiológica ese momento en que una enfermedad infecciosa ya no está originada en un factor externo a esa comunidad se denomina «transmisión comunitaria o endémica». Por razón de las evidencias en Aragua, especialmente en el municipio Girardot, de transmisión comunitaria, la toma de muestras de casos sospechosos se reserva para pacientes de grupos más vulnerables, por ejemplo, las personas con afecciones crónicas subyacentes (enfermedades cardiovasculares, hipertensión, asma, diabetes, artritis reumatoide y muchas otras), o casos graves y complicados, mientras que a los pacientes sintomáticos con vínculos epidemiológicos y en condiciones generales estables solo se inidca el tratamiento gratuito.

### Críticas
El presidente del Colegio de Médicos del Estado Aragua, opositor político de los oficiales del estado, denunció que ha presenciado una falta de normalización epidemiológica a nivel del Hospital Central de Maracay (específicamente la falta de uso de mascarillas protectoras), el centro de atención más grande del estado de Aragua, que causó que el virus se esté propagando sin control y se vean afectados como consecuencia los pacientes y sus médicos. El máximo funcionario del gremio médico indicó para septiembre de 2009, nueve médicos residentes han sido infectados por el virus, y refirió que los médicos enfermos están adscritos a las áreas de Obstetricia, Cirugía, Medicina General y Pediatría. Otras críticas aseguran que los oficiales del estado han estado ocultando datos sobre el impacto de la pandemia en el Estado Aragua y que en los hospitales no existen los kits de seguridad para el personal que labora en ellos.